# 551-ша фольксгренадерська дивізія (Третій Рейх)
551-ша фольксгренадерська дивізія (Третій Рейх) (нім. 551. Volksgrenadier-Division) — піхотна дивізія народного ополчення (фольксгренадери), що входила до складу вермахту на завершальному етапі Другої світової війни. Дивізія сформована у жовтні 1944 року шляхом переформування 551-ї гренадерської дивізії й билася на Східному фронті до капітуляції у травні 1945 року

## Історія
551-ша фольксгренадерська дивізія була створена 9 жовтня 1944 року на основі формувань 551-ї гренадерської дивізії під час проведення 32-ї хвилі мобілізації німецького вермахту. Дивізія оборонялася на території Литви, а згодом Східної Пруссії до повного розгрому у травні 1945 року.

## Райони бойових дій
- Литва, Східна Пруссія (жовтень 1944 — травень 1945).

## Командування

### Командири
- генерал-лейтенант Зіґфрід Фергайн (нім. Siegfried Verhein) (9 жовтня 1944 — 19 квітня 1945).

### Підпорядкованість
| Час      | Корпус  | Армія                     | Група армій (округ)  | Штаб                   |
| -------- | ------- | ------------------------- | -------------------- | ---------------------- |
| 1944     |         |                           |                      |                        |
| жовтень  |         | 3 ТА                      | Група армій «Центр»  | Литва                  |
| грудень  | XXXX тк | 3 ТА                      | Група армій «Центр»  | Тільзит                |
| 1945     |         |                           |                      |                        |
| січень   | IX ак   | 3 ТА                      | Група армій «Центр»  | Тільзит                |
| лютий    | IX ак   | Армійська група «Самланд» | Група армій «Північ» | Тільзит                |
| березень | IX ак   | Армійська група «Самланд» | Група армій «Північ» | Земландський півострів |
| квітень  | IX ак   | Армія «Східна Пруссія»    |                      | Східна Пруссія         |

### Склад
| 1944                                                    |
| ------------------------------------------------------- |
| 1113-й гренадерський полк                               |
| 1114-й гренадерський полк                               |
| 1115-й гренадерський полк                               |
| 1551-й артилерійський полк                              |
| 1551-й дивізіон «Штурмгешуц» (10 Pz.Kpfw. 38(t) Hetzer) |
| 1551-й протитанковий дивізіон                           |
| 1551-й інженерний батальйон                             |
| 1551-ша фузілерна рота                                  |
| 1551-ша зенітна батарея                                 |
| 1551-ша рота зв'язку                                    |
| 1551-ше дивізійне управління забезпечення               |

## Нагороджені дивізії
Нагороджені дивізії
|  | Кавалери Золотого Німецького Хреста                                                                        | 4 |
|  | Кавалери Лицарського хреста Залізного хреста                                                               | 3 |
|  | Кавалери Почесної застібки Сухопутних військ «Почесна застібка на орденську стрічку для Сухопутних військ» | 3 |

## Відомі військовослужбовці
- Фріц Штрелец — заступник міністра національної оборони НДР та начальник Головного штабу Національної народної армії НДР (1979—1989), генерал-полковник (1979); проходив службу єфрейтором у дивізії в 1944 році.